# Vjekoslav Kobešćak
Vjekoslav Kobešćak, född 20 januari 1974 i Zagreb, är en kroatisk vattenpolospelare. Han ingick i Kroatiens landslag vid olympiska sommarspelen 1996, 2000 och 2004. 
Kobešćak gjorde tre mål i den olympiska vattenpoloturneringen i Atlanta. Den gången blev det OS-silver för Kroatien, fyra år senare i Sydney en sjundeplats och 2004 i Aten en tiondeplats.
Kobešćak tog EM-silver 1999 i Florens och 2003 i Kranj.